# Lake Station
Lake Station és una població dels Estats Units a l'estat d'Indiana. Segons el cens del 2000 tenia 13.948 habitants.

## Demografia
Segons el cens del 2000, Lake Station tenia 13.948 habitants, 5.041 habitatges, i 3.528 famílies. La densitat de població era de 648,8 habitants/km².
Dels 5.041 habitatges en un 33,8% hi vivien nens de menys de 18 anys, en un 48,9% hi vivien parelles casades, en un 14,5% dones solteres, i en un 30% no eren unitats familiars. En el 23,4% dels habitatges hi vivien persones soles el 8,4% de les quals corresponia a persones de 65 anys o més que vivien soles. El nombre mitjà de persones vivint en cada habitatge era de 2,75 i el nombre mitjà de persones que vivien en cada família era de 3,24.
Per edats la població es repartia de la següent manera: un 27,1% tenia menys de 18 anys, un 10,5% entre 18 i 24, un 30,7% entre 25 i 44, un 21% de 45 a 60 i un 10,6% 65 anys o més.
L'edat mediana era de 33 anys. Per cada 100 dones de 18 o més anys hi havia 98,4 homes.
La renda mediana per habitatge era de 36.984$ i la renda mediana per família de 41.454$. Els homes tenien una renda mediana de 35.761$ mentre que les dones 22.659$. La renda per capita de la població era de 15.319$. Entorn del 10,6% de les famílies i el 14,6% de la població estaven per davall del llindar de pobresa.

## Poblacions més properes
El següent diagrama mostra les poblacions més properes.